# Fifteenmile River
Der Fifteenmile River (im Englischen: fifteenmile für „15 Meilen“, river für „Fluss“) ist ein 98 km langer rechter Nebenfluss des Yukon River im kanadischen Territorium Yukon.

## Flusslauf
Der Fifteenmile River entspringt in den Ogilvie Mountains 84 km nördlich von Dawson auf einer Höhe von etwa 1500 m. Er fließt in überwiegend südsüdwestlicher Richtung durch das Bergland. Der Fifteenmile River nimmt bei Flusskilometer 33 einen größeren namenlosen Nebenfluss linksseitig auf. Der Fifteenmile River mündet schließlich 30 km nordnordwestlich von Dawson auf einer Höhe von etwa 300 m in den Yukon River.

## Einzugsgebiet
Der Fifteenmile River entwässert ein gebirgiges Areal mit einer Fläche von etwa 1312 km². Das Einzugsgebiet des Fifteenmile River grenzt im Westen an das des Coal Creek, im Norden an das des Tatonduk River, im Nordosten an das des Ogilvie River sowie im Osten und im Süden an das des Chandindu River.